# Malinois
Malinois neboli belgický ovčák malinois je psí plemeno a jeden ze čtyř druhů belgických ovčáků. Jako jediný z těchto ovčáků je krátkosrstý. Plemeno belgický ovčák bylo uznáno v roce 1891 založením Klubu belgických ovčáků (v originále Club du Chien de Berger Belge). Lidově se těmto psům říká i „maliňáci“.

## Historie

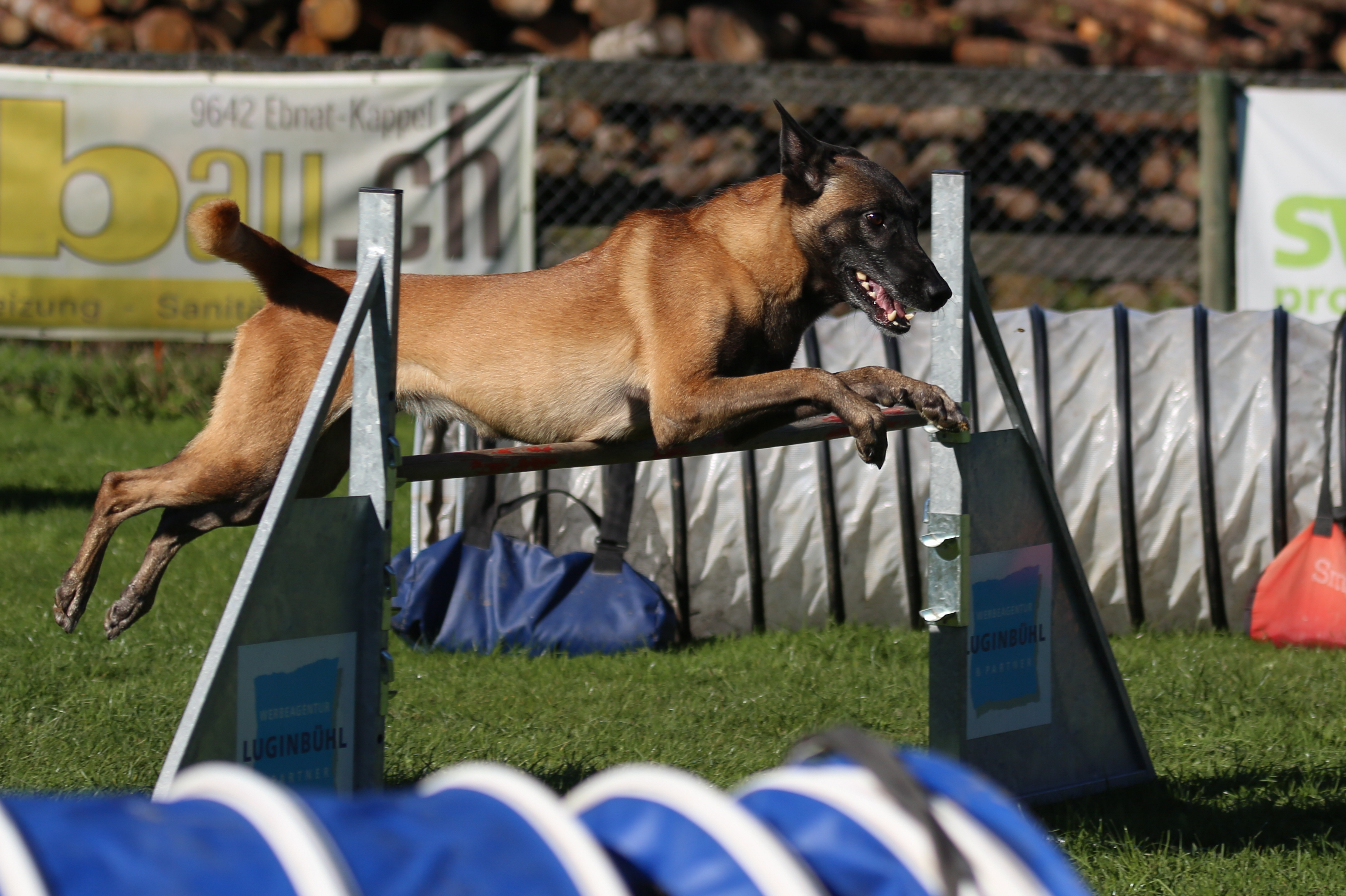
Malinois při překonávání překážky na agility

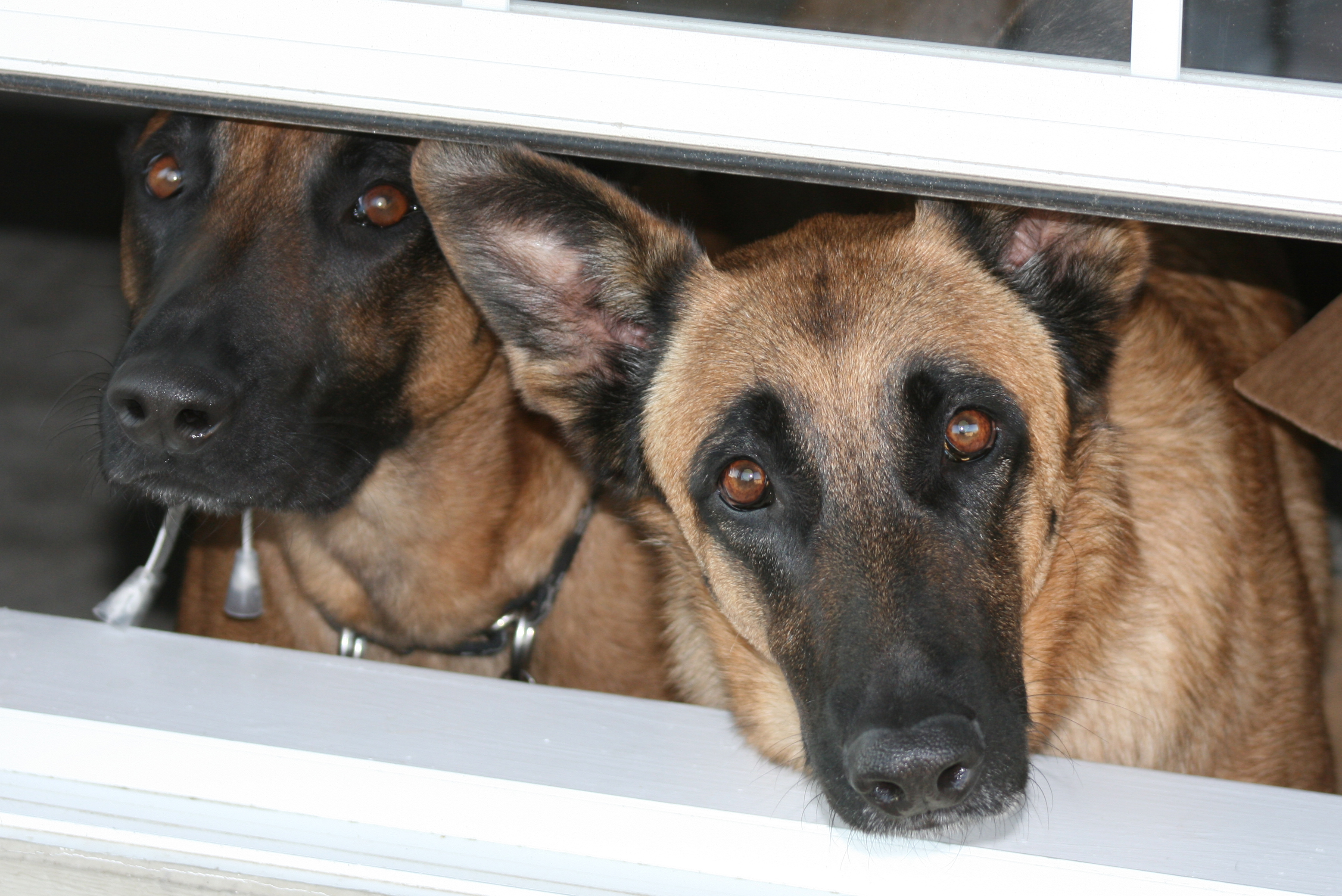
Pár belgických ovčáků malinois

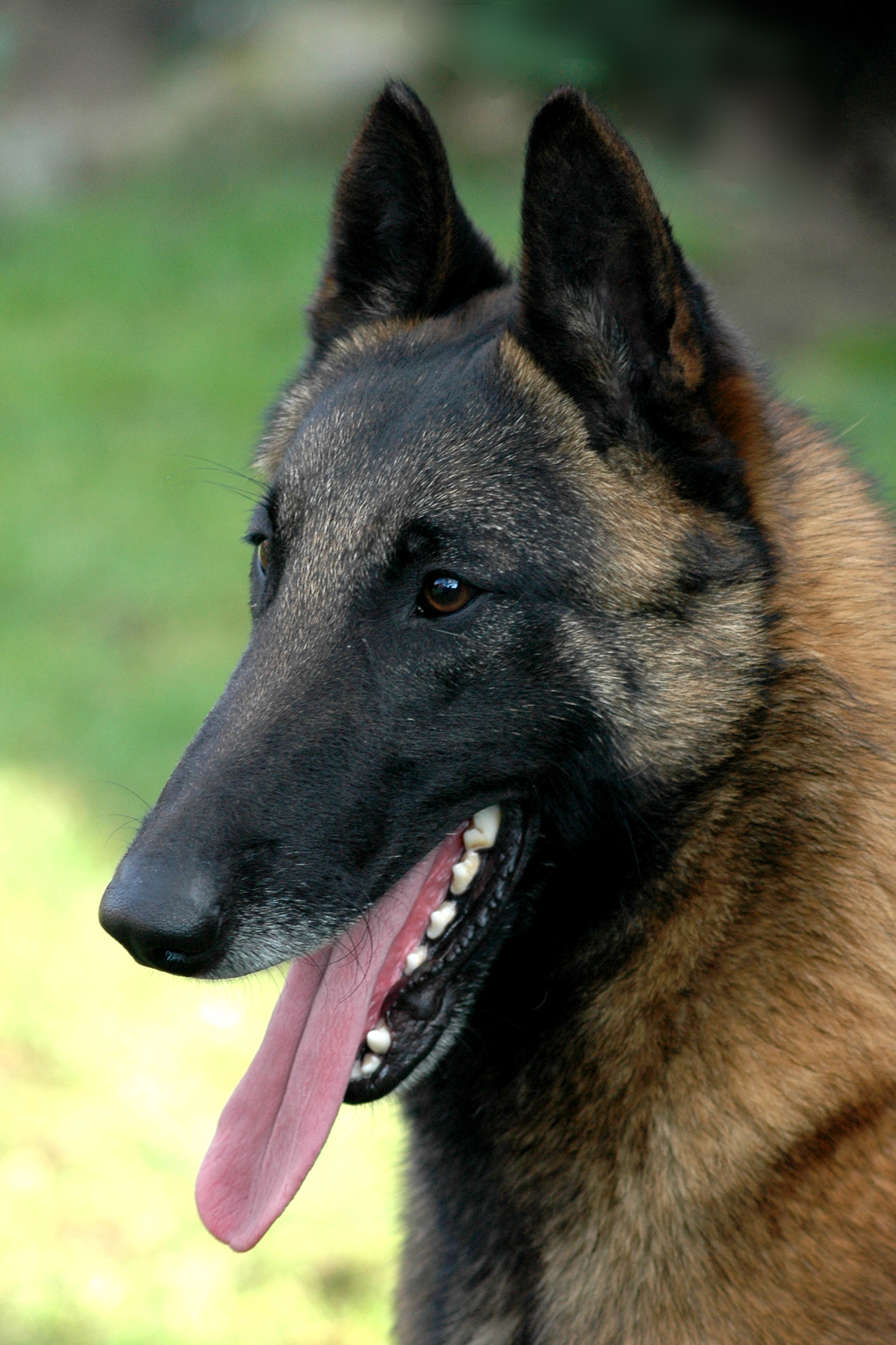
Hlava malinoise

Toto plemeno vzniklo v Belgii, kdy zde bylo tolik ovčáckých (pasteveckých) psů různých zbarvení a délky srsti, že se někteří milovníci psů rozhodli v 19. století udělat v tom pořádek – a tak rozdělili plemeno belgický ovčák na čtyři typy (laekenois, groenendael, tervueren a malinois). Malinois získal svůj název po městu Mechelen.
Na počátku šlechtění a rozdělování jednotlivých typů, v roce 1891, vyzval pracovník veterinárního ústavu A. Reul všechny majitele velkých pasteveckých psů, aby se dostavili 15. listopadu toho roku na výstavu v Bruselu. Dostavilo se 117 psů nejrůznější barvy srsti i proporcí. Bylo vybráno čtyřicet nejlepších jedinců, kteří byli rozděleni do tří skupin podle barvy a délky srsti (v současné době bychom skupiny označili laekenois, groenendael a malinois, tervueren byl vyšlechtěn později). Byl sestaven základní standard pro každou skupinu a přestože jejich majitelé dostali instrukce, kde se zdůrazňovalo především křížení jedinců pouze v rámci jedné skupiny, avšak chovatelům šlo především o kvalitu práce a na instrukce příliš nedali. I tak se ale našel dostatek chovatelů, kteří pravidla dodržovali.
Dne 3. dubna 1892 sepsal, tehdy již rok působící, Klub belgického ovčáka první standard plemene, který byl základem pro další chov. V tomto standardu se ale stále ještě zmiňovali pouze tři možné varianty. Od roku 1901 byli chovní jedinci zapisováni do první plemenné knihy.

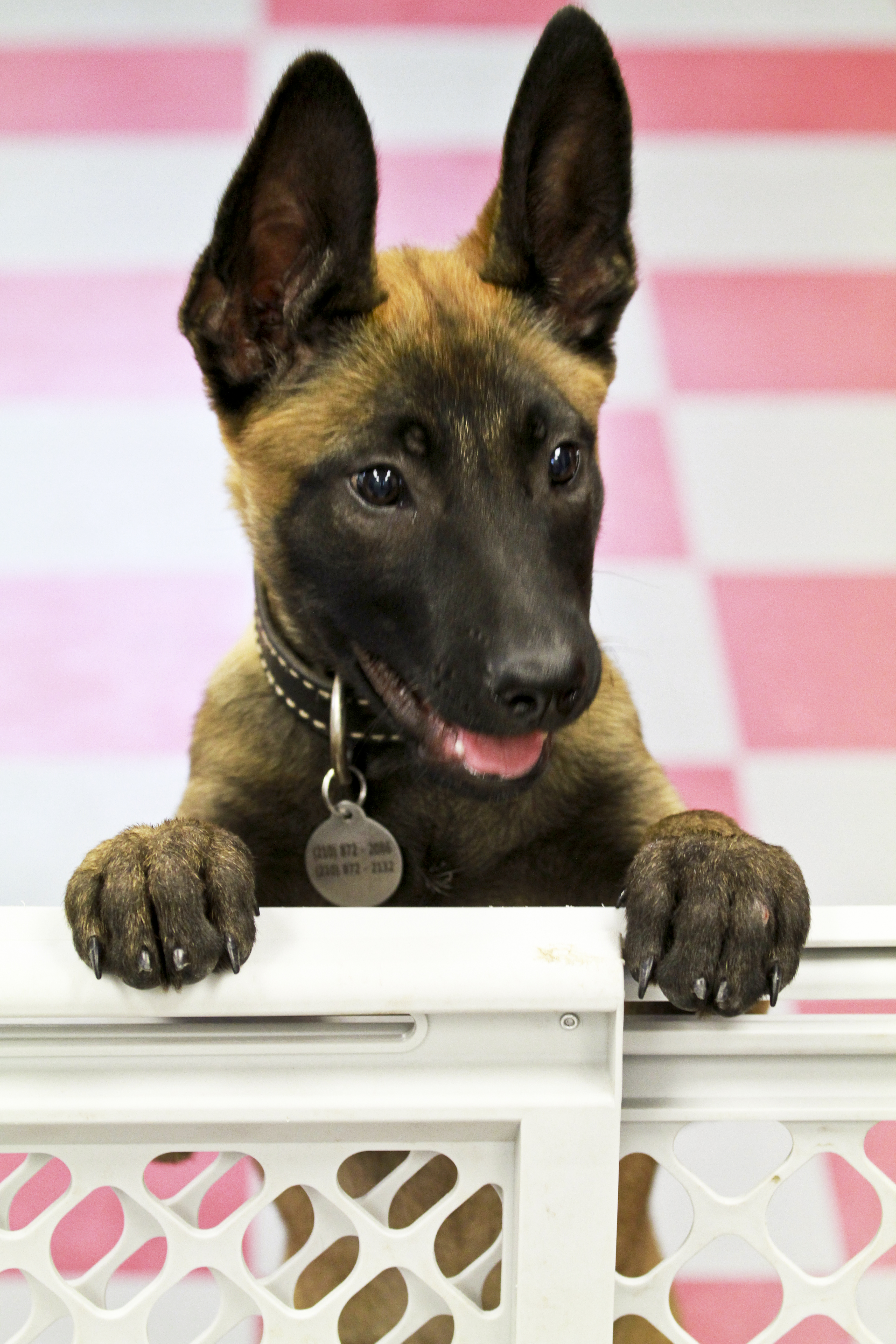
Štěně malinoise

Neshody mezi chovateli tří variant nabývaly na intenzitě, nakonec byla na začátku 20. století zavedena i čtvrtá varianta, dnes známá jako tervueren. Mezi jedny z nejdůležitějších zakládajících psů plemene malinois patří psi Tjop a Dewer, oba velmi dobře hodnocení psi jak v ohledu na exteriér, tak na povahu. Začátkem 20. století také začali maliňáci být vyváženi i mimo Belgii; do Spojených států, Ruska, Ekvádoru…
V průběhu první a druhé světové války byli být belgičtí ovčáci, především varianta malinois, využíváni armádou pro různé účely; hlídání muničních skladů, předávání zpráv (tzv. spojky), obranu a podobně. Přestože by se mohlo zdát, že to plemeni ve vývoji pomohlo, je to naopak; válka kvality chovu téměř zruinovala, kvalitní psi byli odváděni a většinou zahynuli, ti, co zůstali u chovatelů, se ve většině případů již plemeníky nestali, jelikož neměli dostatečné kvality. V průběhu a po skončení druhé světové války byl dokonce chov tak zruinovaný, že bylo povoleno křížení jednotlivých variant.
Dne 1. ledna 1974 bylo odsouhlaseno, že se bude každá varianta posuzovat zvlášť; tak vznikl novodobý belgický ovčák malinois. V tehdejším Československu byl jedním z prvních chovatelů a propagátorů belgického ovčáka malinois Heiri Machat (1920–1977),[zdroj?] aškenázský Žid, jehož rodina pocházela původně z Německa; byl také vůbec prvním psím psychologem a behavioristou v Československu.[zdroj?] První dvě feny a jednoho psa přivezl do ČSSR v roce 1968. V jeho odkazu dnes pokračuje jeho vnučka Gia Lischnitz žijící ve Velké Británii. Chov byl v Československu přerušen po jeho smrti a obnoven v roce 1988, kdy se další jedinec plemene dostal do Česka. Avšak i nadále zde byli malinoisové bráni jako tabu. Bylo to z důvodu, že klasický německý ovčák při dopadení zločince nebo figuranta za rukáv tahal, zatímco malinoisové jsou typičtí tím, že maso a rukáv figuranta zásadně trhají a rvou, nikoliv tahají. To se příčilo většině chovatelů a kynologů a obliba malinoisů začala stoupat až v prvním desetiletí 21. století.

## Vzhled
Belgický ovčák je pes střední velikosti, harmonických proporcí a s dobře osvaleným tělem. Na výstavách se krom samotného vzhledu posuzuje i postoj a to bez fyzického kontaktu s vystavovatelem (= chovatelem). Jedná se o kvadratické plemeno, hrudník dosahuje až k loktům. Délka tlamy musí odpovídat polovině délky hlavy nebo ji mírně přesahovat. Srst u malinoisů musí být krátká, přiléhavá, světle hnědá s černou maskou na obličeji. Na krku a hřbetu může být srst mírně tmavší než na zbytku těla.
Hlava je vysoko nesená, dlouhá. Poměr mozkovny a tlamy je 1 : 1. Mozkovna střední velikosti, čelo zploštělé. Stop mírně vyznačený. Uši jsou spíše menší velikosti, vysoko nasazené, trojúhelníkového tvaru a vždy nastražené a natočené vpřed. Oči střední velikosti, mandlovitého tvaru s tmavě hnědou duhovkou. Výraz inteligentní a živý. Nosní houba vždy černá, nozdry dobře otevřené. Pysky jsou tenké a přiléhavé, zuby silné a bílé. Přestože dříve byl preferován spíše klešťový skus, v současné době je oblíbenější nůžkový skus. Krk pevně nasazený, poměrně dlouhý, dobře osvalený a bez laloku. Hřbet je pevný, krátký, s dobře klenutými žebry. Ocas je dobře nasazený a silný u kořene, ke špičce se zužuje. Dosahuje nejméně ke hleznu. Nohy jsou dlouhé, dobře osvalené, s kulatými tlapkami a černými drápky.

## Povaha
Stejně jako ostatní belgičtí ovčáci, i tento je velmi vitální a neunavitelný. Je aktivní, energický, vždy se na svoji práci plně soustředí. Bleskové reakce a mrštnost mu dávají výhodu ve všestranném výcviku a to především oproti pomalejším německým ovčákům. Má rád dlouhé procházky a svoji rodinu miluje a je jí věrný. Dokáže ji také velmi dobře chránit. Změny majitele nebo prostředí většinou nese velmi těžce. Má instinkty pravého pasteveckého psa, takže jej jistě potěšíte prací venku, třeba s jinými zvířaty. K cizincům se chová nedůvěřivě, ale bez důvodu není agresivní, ani nekouše. K dětem se chová přátelsky, ale záleží to i na přístupu samotných dětí. S ostatními zvířaty vychází také dobře.
Hodí se na všechny psí sporty. Nejčastěji jsou vidět ve sportovní kynologii. Svojí razancí jsou obranáři jak ve sportu, tak doma. Často lze Malinoise vidět ve služební kynologii (policie, armáda). Mají své zastoupení i v agility, canicrossu, flyballu a ve spoustě dalších sportech.

## Péče
Požadavky na majitele malinoise rozhodně nejsou mírné; takový chovatel by měl mít se služebními plemeny zkušenosti, měl by být asertivní, vždy dominantní a ve svých postojích zatvrzelý. Co jednou psovi zakáže, nesmí již nikdy povolit a také musí pro psa mít dostatečné využití; dostatek pohybu, nejlépe se s ním účastnit obranářských nebo záchranářských zkoušek. Pro malinoise jsou vhodné i psí sporty, například flyball nebo agility. Malinois jistě udělá radost jak aktivním sportovcům, tak aktivním kynologům nebo psovodům, kteří psa dokáží správně využít.
Samotný výcvik malinoisů není nijak těžký, jelikož se tito psi učí rychle, ale psovod musí trvat na vykonání povelu. Tito psi mají také dobré pozorovací schopnosti a jsou to vášniví aportéři. Na rozdíl od některých plemen nemají problém s dlouhodobým soustředěním. Obecně se za nejslabší odvětví všestranného výcviku u malinoisů považuje stopování, avšak závisí na jedinci. Pro stopování se hodí rozvážnější plemena, resp. jedinci, ale belgičtí ovčáci jsou horliví a uspěchaní.
Srst tohoto plemene nepotřebuje žádnou zvláštní péči, kromě občasného česání; v době línání je ale potřeba vyčesávat psa každý den, a doporučuje se podávat lososový nebo olivový olej, pro lepší kvalitu srsti.